# Aleksandra Lisowska
Aleksandra Lisowska, född 12 december 1990, är en polsk långdistanslöpare.

## Karriär
I augusti 2022 vid EM i München tog Lisowska guld i maraton efter ett lopp på 2 timmar, 28 minuter och 36 sekunder.